# Grégory Coupet
Grégory Coupet (ur. 31 grudnia 1972 w Le Puy-en-Velay) – francuski piłkarz grający na pozycji bramkarza.

## Kariera piłkarska
Coupet jest wychowankiem AS Saint-Étienne, w którego barwach w 1994 roku zadebiutował w Ligue 1. Przez wiele lat był rezerwowym Fabiena Bartheza w reprezentacji Francji. Został pierwszym bramkarzem Trójkolorowych w czasie eliminacji do Mistrzostw Świata 2006, kiedy na Bartheza nałożono półroczną dyskwalifikację. Przed mundialem selekcjoner Raymond Domenech ogłosił jednak, że w Niemczech w bramce będzie grał golkiper Olympique Marsylia. Po zakończeniu kariery przez Bartheza Coupet był pierwszym bramkarzem reprezentacji Francji.
Coupet jest jednym z najbardziej utytułowanych bramkarzy we Francji. Od 1996 do 2008 roku grał w Olympique Lyon, z którym siedem razy z rzędu zdobył mistrzostwo kraju. Zdaniem wielu komentatorów najlepszy w jego wykonaniu był sezon 2005/2006, w którym Lyon dotarł do ćwierćfinału Ligi Mistrzów.

## Sukcesy piłkarskie
- mistrzostwo Francji 2002, 2003, 2004, 2005, 2006, 2007 i 2008, Puchar Ligi 2001, Puchar Intertoto 1997 oraz ćwierćfinał Ligi Mistrzów 2005/2006 z Olympique Lyon
- Puchar Konfederacji 2001 i 2003 z reprezentacją Francji
- Najlepszy bramkarz ligi francuskiej w roku 2004 i 2005.

W reprezentacji Francji od 2001 roku rozegrał 34 mecze – był w kadrze na Mistrzostwa Świata 2002 i Mistrzostwa Europy 2004, ale na obu turniejach nie zagrał ani minuty. Znalazł się także w gronie 23 zawodników powołanych na Mundial 2006 oraz Euro 2008.